# Репьёвка (Пензенская область)
Репьёвка — село Долгоруковского сельсовета Сердобского района Пензенской области. На 1 января 2004 года — 171 житель.

## География
Село расположено на западе Сердобского района, на левом берегу реки Пяша, на границе с Бековским районом. Расстояние до центра сельсовета села Долгоруково — 8 км, до районного центра город Сердобск — 22 км.

## История
По исследованиям историка — краеведа Полубоярова М. С., село основано братьями-помещиками Репниными: Петром Ивановичем и Сергеем Ивановичем около 1721 года. Затем село перешло в наследство Александре Николаевне Репниной (1756-1834), которая вышла замуж за князя Григория Семеновича Волконского (1742-1824), потом село принадлежало их дочери — Софье Григорьевне Волконской (около 1785-1868), первой статс-дамы при императрице, вышедшей замуж за князя Петра Михайловича Волконского, любимца трех императоров; в доме Софьи Григорьевны в Санкт-Петербурге, на Мойке жил А. С. Пушкин. С 1780 года — в Сердобском уезде Саратовской губернии, в 1785 году построена церковь во имя святой Софьи. В 1820 году князь Сергей Григорьевич Волконский (1788-1865), герой Отечественной войны 1812 года и декабрист, в имении своей сестры Софьи Григорьевны построил большой конный завод, где разводили лошадей саксонской породы. В 1877 году село становится волостным центром, при нём располагались волостное правление, поташня, сукновальня, школа, крестьяне занимались садоводством. В начале XX века в селе имелись церковно-приходская школа, начальное земское училище. В 50-х годах XX века в селе располагалась бригада колхоза имени С. М. Кирова.

## Численность населения
| 1795  | 1859 | 1877 | 1886 | 1897 | 1911  | 1926  |
| ----- | ---- | ---- | ---- | ---- | ----- | ----- |
| 1014  | ↘690 | ↗735 | ↗890 | ↘558 | ↗1137 | ↗1359 |
| 1928  | 1939 | 1959 | 1979 | 1989 | 1996  | 2002  |
| ↗1676 | ↘642 | ↘515 | ↘319 | ↘187 | ↗205  | ↘144  |
| 2010  |      |      |      |      |       |       |
| ↘118  |      |      |      |      |       |       |

## Инфраструктура
В селе имеется фельдшерско-акушерский пункт.

## Улицы
- Бутырки;
- Деревня;
- Кочетовка;
- Нагорная;
- Поим;
- Центральная.

## Известные земляки
- Кабештов Иван Михайлович (1827 – не позднее 1918) — незаконнорожденный сын саратовского дворянина и крепостной крестьянки, хозяйственный деятель, популяризатор знаний по сельскому хозяйству, почётный член Общества сельского хозяйства Южной России, автор мемуаров. Остались биографические записи о его рождении и воспитании в селе Репьёвка.[8]
- Цикунов П. П. — хлебороб, кавалер ордена Ленина[2].